# Bonafied
Albums de Richard Bona
The Ten Shades of Blues
(2009)
Bonafied est le 6e album studio de Richard Bona, sorti le 22 avril 2013 chez Universal Music Jazz France. Cet album est un mélange de jazz, de pop africaine et de tango.
Bonafied est disque d'or en Pologne.

## Pistes
Toutes les chansons sont écrites et composées par Richard Bona.
| 1.    | Dunia E              | 5:00 |
| 2.    | Mut'Esukudu          | 6:10 |
| 3.    | Akwapella            | 3:16 |
| 4.    | Janjo La Maya        | 5:21 |
| 5.    | Mulema               | 4:39 |
| 6.    | Uprising of Kindness | 4:02 |
| 7.    | Tumba La Nyama       | 4:30 |
| 8.    | Dida La Bobe         | 5:20 |
| 9.    | La Fille d'à côté    | 4:07 |
| 10.   | Socopao              | 5:56 |
| 11.   | On The 4th of July   | 4:12 |
| 52:33 |                      |      |